# حي الصمود (عدن)
حي الصمود هو أحد أحياء مديرية صيرة في محافظة عدن اليمنية. يبلغ تعداد سكانه 8379 نسمة حسب التعداد السكاني في اليمن لعام 2004.